# Sargut Şölçün
Sargut Şölçün (* 28. November 1947 in Ankara; † 29. April 2012 in Essen) war ein deutsch-türkischer Literaturwissenschaftler. 

## Leben
Sein Studium der Germanistik, Allgemeinen Linguistik, Römischen und Griechischen Literatur, Pädagogik und Politologie absolvierte Şölçün in Ankara und München.
1980 promovierte der Wissenschaftler zum Thema Das Bild des türkischen „Gastarbeiters“ in der bundesdeutschen Gegenwartsliteratur.
Şölçün, der bereits ab 1974 Lehraufträge an der Universität Ankara hatte, verließ 1984 die Türkei, nachdem er aufgrund der Unterzeichnung einer „Petition der Intellektuellen“ gegen die Menschenrechtsverletzungen zunächst keine berufliche Zukunft mehr an türkischen Hochschulen für sich sah. Es folgten Lehraufträge an den Universitäten Berlin, Erlangen/Nürnberg, wo er ab 1991 gleichsam als Lektor an der Erziehungswissenschaftlichen Fakultät tätig war und schließlich ab 1999 in Essen. Şölçün veröffentlichte Fachbücher zur Interkulturellen Literatur und zur deutschen Essayistik. Şölçün schrieb auch 2000 den Abschnitt über die Literatur der türkischen Minderheit im von Carmine Gino Chiellino herausgegebenen Handbuch Interkulturelle Literatur in Deutschland. 
Daneben war Sargut Sölçün Mitgründer und Vorsitzender des Inter-Forums, einer Nürnberger Initiative, die sich für geistigen und künstlerischen Austausch auf internationaler Ebene einsetzt.

## Weblink
- Literatur von und über Sargut Şölçün im Katalog der Deutschen Nationalbibliothek